# Кантаньес (национальный парк)
Кантаньес (порт. Parque Nacional de Cantanhez, также (PNC, также Matas de Cantanhez)) — национальный парк на территории Гвинеи-Бисау, площадью в 1067,67 км². Парк расположен около границы с Гвинеей.
Как и все восемь охраняемых природных территорий Гвинеи-Бисау, Национальный парк Кантаньес управляется государственным научным институтом «Instituto da Biodiversidade e das Áreas Protegidas» (IBAP). Тропические леса Кантаньеса являются единственными сохранившимися нетронутыми человеком джунглями этой страны Западной Африки. Регион, где находится национальный парк, известен обильными осадками, в среднем ежегодно их здесь выпадает от 2500 до 3000 мм.

## География
Национальный парк Кантаньес находится на территории региона Томбали, на юго-западе Гвинеи-Бисау. На востоке граница резервата совпадает с границей соседней Гвинеи. Расстояние до столицы страны, Бисау, лежащей севернее, составляет 258 километров, причём последние 60 из них приходятся на грунтовую дорогу.
На территории Национального парка проживают около 20 тысяч человек в 13 крупных деревнях, относящихся к народностям баланте, налу, фульбе, суссо и др, многие из которых имеют ареалы расселения также в соседней Гвинее. Кроме скотоводов-фульбе, остальные народности заняты в земледелии (выращивание риса) и в лесном хозяйстве.

## История
Впервые охранные мероприятия в Кантаньесе были осуществлены в 1980 году. В 1997 году в стране были приняты законы, определяющие положение и статус национальных парков в Гвинее-Бисау. В 2004 году создаётся управление территориями охранных природных территорий и заповедников, находящихся в ведении ново-созданного института Instituto da Biodiversidade e das Áreas Protegidas (IBAP).
В 2007 году охранная зона Кантаньес получает статус Природного парка (Parque Natural de Cantanhez), в 2011 году он повышается до положения «Национального парка».

## Флора и фауна

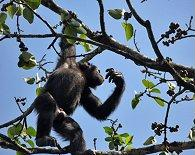
Шимпанзе в лесу

Растительность представлена мангровыми зарослями влажных джунглей. Много различных видов пальм, а также стручковых, анизофиллеевых и хризобалановых растений.
Национальный парк известен своей дикой природой. По оценкам правительства Гвинеи-Бисау, на территории парка обитают более 30 видов млекопитающих, более 40 видов рыб, многочисленные виды птиц, рептилий и насекомых. Большое значение для сохранения популяций животных имеют созданные здесь «коридоры». связывающие Кантаньес с территорией Гвинеи, а также с природным парком Лагоас-и-Куфада. Пользуясь этими «коридорами», на территорию Национального парка попадают животные, находящиеся под угрозой исчезновения, к примеру, слоны.
Национальный парк Кантаньес выделяется своей популяцией западных шимпанзе. В 2011 году здесь было насчитано 287 их гнёзд, из которых 92 % находились на кронах масличных пальм. Здесь также проживают африканский буйвол, лошадиная антилопа, различные виды колобусов, в том числе королевский, дукер-антилопы, гвинейский павиан, бородавочники и некоторые виды толстотелов. В парке находятся в большом количестве перелётные птицы, в том числе пеликаны.